# Allianz Riviera
De Allianz Riviera is een voetbalstadion in het Franse Nice. Het stadion werd geopend op 22 september 2013. De vaste bespeler is OGC Nice dat eerst in het Stade Municipal du Ray speelde. Het stadion werd gebouwd met het oog op het EK voetbal 2016.
De eerste officiële interland in het stadion was een oefenduel van het Frans voetbalelftal, gespeeld op 1 juni 2014, in de voorbereiding op het WK voetbal 2014 in Brazilië. Tegenstander was Paraguay, dat de thuisploeg op 1-1 wist te houden dankzij een late treffer van Víctor Cáceres. Antoine Griezmann had Les Bleus in de 82ste minuut op 1-0 gezet.

## Interlandoverzicht
| № | Datum        | Wedstrijd             | Uitslag | Competitie                   | Toeschouwers |
| - | ------------ | --------------------- | ------- | ---------------------------- | ------------ |
| 1 | 12 juni 2016 | Polen – Noord-Ierland | 1 – 0   | Groepsfase EK 2016 (groep C) | 33.742       |
| 2 | 17 juni 2016 | Spanje – Turkije      | 3 – 0   | Groepsfase EK 2016 (groep D) | 33.409       |
| 3 | 22 juni 2016 | Zweden – België       | 0 – 1   | Groepsfase EK 2016 (groep E) | 34.011       |
| 4 | 27 juni 2016 | Engeland – IJsland    | 1 – 2   | Achtste finale EK 2016       | 33.901       |